# Bizończyk
Bizończyk (Calamospiza melanocorys) – gatunek małego, wędrownego ptaka z rodziny pasówek (Passerellidae), zamieszkujący Amerykę Północną. Nie jest zagrożony wyginięciem.

## Systematyka
Jedyny przedstawiciel rodzaju Calamospiza. Nie wyróżnia się podgatunków.

## Występowanie i biotop
W sezonie lęgowym występuje od południowo-środkowej Kanady do południowo-środkowych USA. Zimuje na południe od zasięgu letniego, na południu maksymalnie po środkowy Meksyk. Jego środowisko życia to głównie preria z niską trawą (okres lęgowy) oraz tereny trawiaste i rolnicze (okres zimowania).

## Morfologia
U bizończyków występuje dymorfizm płciowy. Samce upierzone są na czarno z dużymi białymi lusterkami, samice mają brązowe, pręgowane upierzenie z białymi kreskami.
Długość ciała 14–18 cm, rozpiętość skrzydeł 25–28 cm. Masa ciała 35,3–41,3 g.

## Sezon lęgowy i odżywianie się
W czasie okresu lęgowego samce wykonują loty i pieśni godowe. Bizończyki gniazdują kolonijnie; budową gniazda i wysiadywaniem jaj zajmuje się samica. Po zniesieniu 2–5 jaj, inkubacja trwa 10–12 dni, a młode są w pełni opierzone po 7–9 dniach od wyklucia.
Zjadają głównie nasiona i bezkręgowce (owady, pająki), dietę uzupełniają owocami.

## Status
IUCN uznaje bizończyka za gatunek najmniejszej troski (LC, Least Concern) nieprzerwanie od 1988 roku. Liczebność populacji lęgowej szacuje się na około 10 milionów osobników. Trend liczebności populacji jest spadkowy.